# Землетрясение в Баня-Луке (1969)
В 1969 году в Баня-Луке произошло мощное землетрясение, начало которому положил мощный подземный толчок ночью 26 октября в 2:55 по местному времени. Форшоки (предшествовавшие толчки) продолжались до 8:53, а основной произошёл в 16:36 по местному времени (15:36 по Гринвичу). На следующий день последовали афтершоки магнитудой до 6,6 по шкале Рихтера. Землетрясение повлекло за собой огромные разрушения.

## Характеристика
Гипоцентр землетрясения находился в 20 км под городом Баня-Лука, эпицентр — в 1 км к востоко-юго-востоку от местечка Трн. Магнитуда землетрясения достигала 6,1 по шкале Рихтера. Интенсивность землетрясения — VIII по шкале Меркалли, магнитуда объёмных волн (по данным Международного сейсмологического центра) — 5,1. Магнитуда форшоков — 4,0, магнитуда афтершоков — от 6,5 до 6,6 по шкале Канамори (27 октября в 9:10 по местному времени имели место повторные толчки). В связи с повторными толчками иногда случившееся классифицируется как последовательное землетрясение.

## Разрушения
В результате землетрясения погибло 15 человек (из них 13 в здании под названием «Титаник»), 1117 людей получили ранения и травмы разной степени тяжести. Были полностью уничтожены 86 тысяч жилых домов: по свидетельствам очевидцев, сила землетрясения была такой, что не выдержали даже железобетонные опоры зданий толщиной 70 см. Город полностью остался без электричества и водоснабжения. Гостиница «Палас» также была разрушена: чудом не пострадала только комната № 113. Ходили слухи, что после визита президента СФРЮ Иосипа Броза Тито в разрушенную Баня-Луку офицеры Югославской народной армии даже вручили ему ключ от этой комнаты. Последующий процесс восстановления города был сопряжён со строительным бумом: многие жители получили новые квартиры, в городе появился новый район Борик, даже выросло в три раза число автомобилей. В то же время части жителей осталась жить в бараках Буджак (нынешнее Лазарево).
Школьникам пришлось учиться некоторое время в других городах: из Баня-Луки в школы их доставляли автобусами. 10 ноября 1969 года имели место очередные толчки, в связи с чем в городе была объявлена эвакуация населения: из города выехали 8022 ученика, 499 учителей и преподавателей университета. Некоторых учеников приняли в австрийском Фельдене, создав для них специальную школу, в которой училось 130 учеников 3-го и 4-го классов. Благодаря загребскому еженедельнику Arena вскоре школьники и студенты смогли вернуться в Баня-Луку 22 апреля, в годовщину освобождения города от немецко-фашистской оккупации.
В восстановлении разрушенных школ принимали участие власти не только Югославии, но и других стран мира: власти Сараево помогли восстановить здание Гимназии в Баня-Луке, власти Болгарии подарили школу, получившую имя Георгия Стойкова Раковского, а власти Нидерландов — школу, прозванную «Голландия». В то же время здание «Реалки» (реальной гимназии), возведённое в 1895—1898 годах по проекту Ипполита Покорны, настолько серьёзно пострадало, что 31 января 1970 года его было велено снести как не подлежащее восстановлению. В тот день жители пели Gaudeamus со слезами на глазах, пока строители сносили повреждённое здание. Также было снесено ещё одно сильно повреждённое здание Медицинской школы.

## Память
В наши дни на площади Краины стоят «Кривые часы», служащие напоминанием о землетрясении. Они показывают момент времени 9:11, в который остановились 27 октября 1969 года. На месте бывшей Реалки был возведён Дом солидарности Республики Сербской, при котором действуют народная и университетская библиотеки, музей, торгово-промышленная палата, детский театр и дом молодёжи. На месте медицинской школы выстроена гимназия, помещения которой иногда арендуют врачи.